# Tachyglossidae
Tachyglossidae es una familia de mamíferos monotremas pertenecientes al orden Monotremata, conocidos comúnmente como equidnas. Actualmente existen cuatro especies: el equidna de hocico corto (T. aculeatus), el zagloso occidental (Z. bruijni), el zagloso de Barton (Z. bartoni) y el zagloso de Sir David (Z. attenboroughi).
Los equidnas deben su nombre a la ninfa mitológica madre de todos los legendarios monstruos de la Grecia Clásica. Tienen el cuerpo cubierto de espinas, lo que unido a la dieta que llevan, mayoritariamente insectívora, y en algunos casos con predilección por las hormigas y termitas (mirmecofagia), les ha valido el nombre de «hormigueros espinosos». Los equidnas evolucionaron hace entre 20 y 50 millones de años, descendiendo de un monotrema parecido a un ornitorrinco. Este antepasado era acuático, pero los equidnas se adaptaron a la vida terrestre.

## Etimología
Los equidnas llevan el nombre de Equidna, una criatura de la mitología griega que era mitad mujer, mitad serpiente, ya que se percibía que el animal tenía cualidades tanto de mamíferos como de reptiles.
Una explicación alternativa es una confusión con (del griego antiguo: ἐχῖνος [ekhînos] ‘erizo, erizo de mar’).

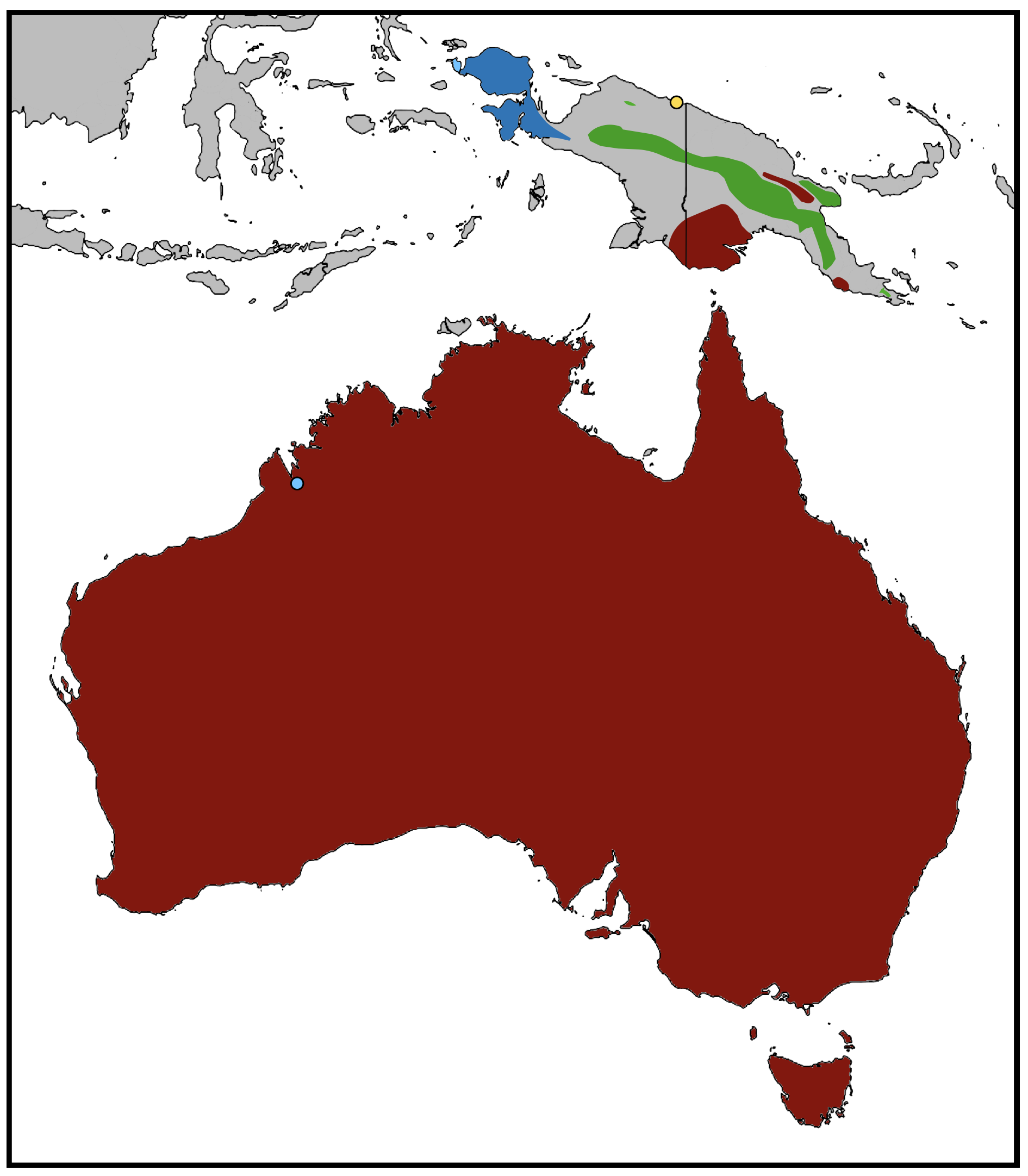
Área del equidna

## Taxonomía
En la actualidad se reconocen dos géneros vivientes, con solo cuatro especies:
- Género Tachyglossus - Equidnas de hocico corto o australianos.
  - Tachyglossus aculeatus - Equidna de hocico corto o común.
- Género Zaglossus - Equidnas de hocico largo o de Nueva Guinea.
  - Zaglossus attenboroughi - Zagloso de Attenborough.
  - Zaglossus bartoni - Zagloso de Barton.
  - Zaglossus bruijni - Zagloso común o de Bruijn.

## Características

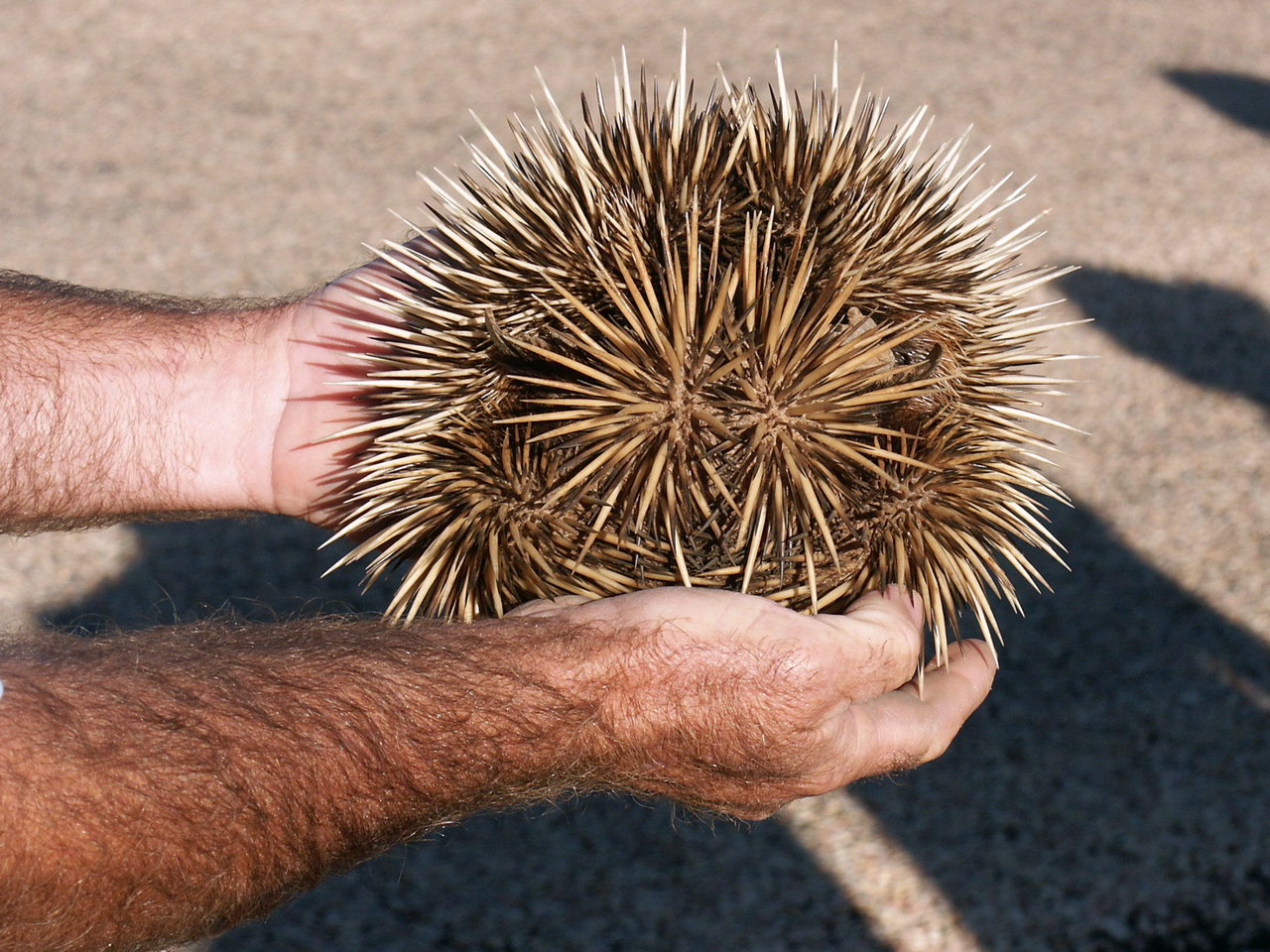
Equidna enroscado

Son animales de cuerpo compacto, cubierto de un denso pelaje del que sobresalen largas púas empleadas como método de defensa. Normalmente, miden entre 35 y 45 centímetros de largo, con una cola de 10 centímetros, y un peso promedio de 2 a 7 kilogramos. Los machos son por regla general de mayor tamaño que las hembras.
El cráneo es largo y redondeado, la cara larga con la mandíbula inferior poco desarrollada, constituida por dos delgados y largos huesos. Su dieta, constituida por insectos y lombrices, determina un aparato bucal tubular de estrecha abertura, provisto de una larga lengua pegajosa que puede alcanzar 20 centímetros de longitud, con la que atrapan el alimento, que, al carecer de dientes, será triturado con unas espinas córneas situadas en el paladar al final de la boca. Para localizar los alimentos, además de un agudizado sentido del olfato, están dotados de electrorreceptores táctiles en el rostro con los que les resulta fácil hallar las colonias de hormigas y termitas.
Son poderosos excavadores que emplean pies y manos para construir galerías y oquedades o escarbar en la tierra en busca de alimento. Para ello sus extremidades poseen manos y pies cavadores dotados de poderosas uñas. El segundo dedo de las extremidades posteriores es más largo y lo emplean para rascarse y limpiarse el pelo y la piel.
Los machos y algunas hembras, poseen espolones tras la articulación de la rodilla, pero a diferencia de Ornithorhynchus sp., este animal no sintetiza ninguna sustancia tóxica, por lo que se desconoce la función real de los mismos.
Las hembras desarrollan un marsupio temporal mientras dura la incubación y la lactancia. El pene de los machos tiene cuatro cabezas, algo común entre reptiles pero raro en mamíferos. A pesar de ser mamífero, la cría del equidna nace a partir de huevos, ya que es uno de los dos mamíferos ovíparos, junto al ornitorrinco (Ornithorhynchus anatinus), que existen en la Tierra.
A diferencia de lo que se cree, los equidnas no hibernan como respuesta al frío. El estado de torpor al que se ven sometidos algunos ejemplares aislados, parece estar relacionado más bien con un proceso digestivo anómalo.
Al contrario de lo previamente investigado, los equidnas sí entran en sueño REM, aunque solo cuando la temperatura del ambiente está alrededor de los 25 °C. A temperaturas de 15 °C y 28 °C, el sueño REM se suprime.

## Distribución
Los equidnas se encuentran en Australia, en Tasmania y en Nueva Guinea. El equidna de pico corto se distribuye por gran parte de Australia, incluidas sus islas costeras y Nueva Guinea. El equidna de pico largo, en cambio, es endémico de Nueva Guinea.

## Forma de vida
Gran parte de la siguiente información sólo se conoce del equidna de pico corto, que está mucho mejor investigado que los equidnas de pico largo de Nueva Guinea. Sin embargo, se supone que su modo de vida es en la mayoría de los casos el mismo que el de sus parientes australianos.

### Hábitat
Los equidnas no exigen nada especial a su hábitat. Pueden encontrarse en cualquier lugar donde haya suficiente comida para ellos. Viven en las regiones desérticas del interior de Australia, así como en zonas forestales y parques. En las regiones montañosas de Nueva Guinea, pueden encontrarse a altitudes de hasta 4.000 metros, así como a nivel del mar. Los equidnas no necesitan necesariamente árboles en su hábitat; además de los troncos huecos de los árboles, las grietas de las rocas o las pequeñas madrigueras también pueden servir como lugares de descanso.

### Locomoción
Los equidnas viven en el suelo. Su locomoción se caracteriza normalmente por un andar lento y perezoso. Los pies están estirados al caminar, de modo que el abdomen está relativamente lejos del suelo. Los dedos de las patas traseras están girados hacia fuera. Gracias a su modo de andar, se desenvuelven bien en terrenos escarpados y rocosos. También saben nadar muy bien.

### Tiempos de actividad y comportamiento social
Los periodos de actividad de los equidnas dependen en cierta medida de su hábitat y de la época del año. Suelen ser animales crepusculares que buscan alimento principalmente a primera hora de la mañana y al atardecer. En regiones cálidas y en verano, su actividad se desplaza más hacia la noche, en regiones más frías y en invierno más hacia el día. Debido a su incapacidad para regular su temperatura corporal, sólo son activos hasta un máximo de 32 °C de temperatura exterior. A temperaturas muy bajas, entran en un torpor, un torpor frío. El inicio del torpor depende menos de la temperatura exterior que del suministro de alimento disponible. Si hay suficientes presas, esto no ocurre. En las montañas del sur de Australia, los equidnas entran en un estado similar a la hibernación en el que su temperatura corporal desciende a algo menos de 4 °C. Pierden entre dos y tres meses de comida al mes. Pierden entre un dos y un tres por ciento de su peso al mes.
Fuera de la época de apareamiento, los equidnas llevan una vida solitaria, son leales a su ubicación, pero no tienen un comportamiento territorial. Viven en territorios de entre 25 y 200 hectáreas que a menudo se solapan.

### Dieta
Los equidnas son carnívoros, por lo que el tamaño de sus presas está limitado por la pequeña apertura de su boca. Los equidnas de pico corto consumen principalmente hormigas y termitas, mientras que la dieta de los equidnas de pico largo consiste principalmente en lombrices de tierra.
Utilizan el hocico para abrir la madera podrida, hurgar en las hojas caídas y otras plantas del suelo o hurgar en las grietas de las rocas. Los electrorreceptores mencionados en arriba les sirven para localizar a sus presas, aunque aún se desconoce su función exacta. A veces también utilizan sus garras para abrir termiteros y alcanzar a sus presas. Con su larga lengua pegajosa, la presa es transportada a la boca y luego masticada.

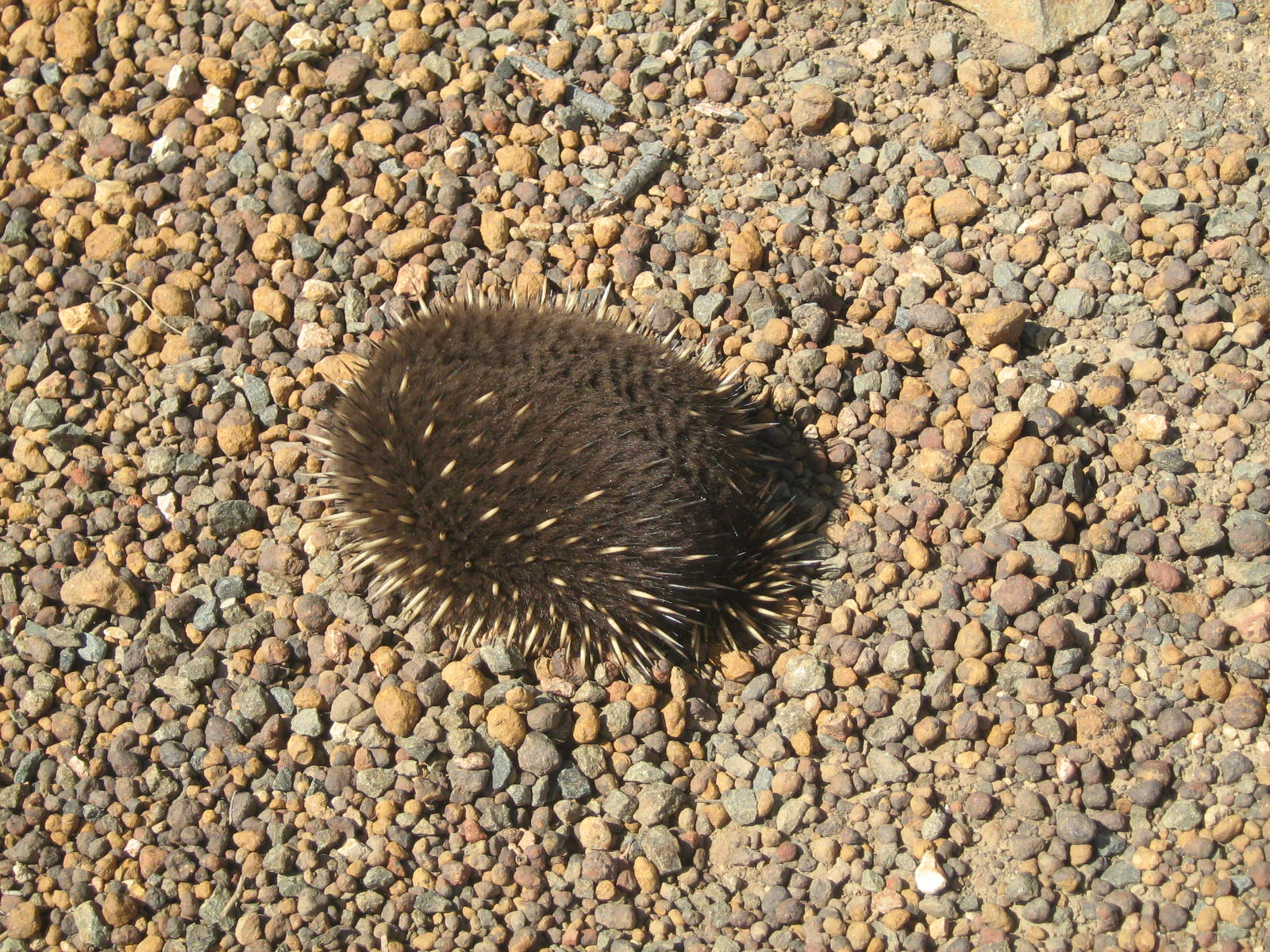
Joven equidna en postura defensiva.

### Depredadores y comportamiento defensivo

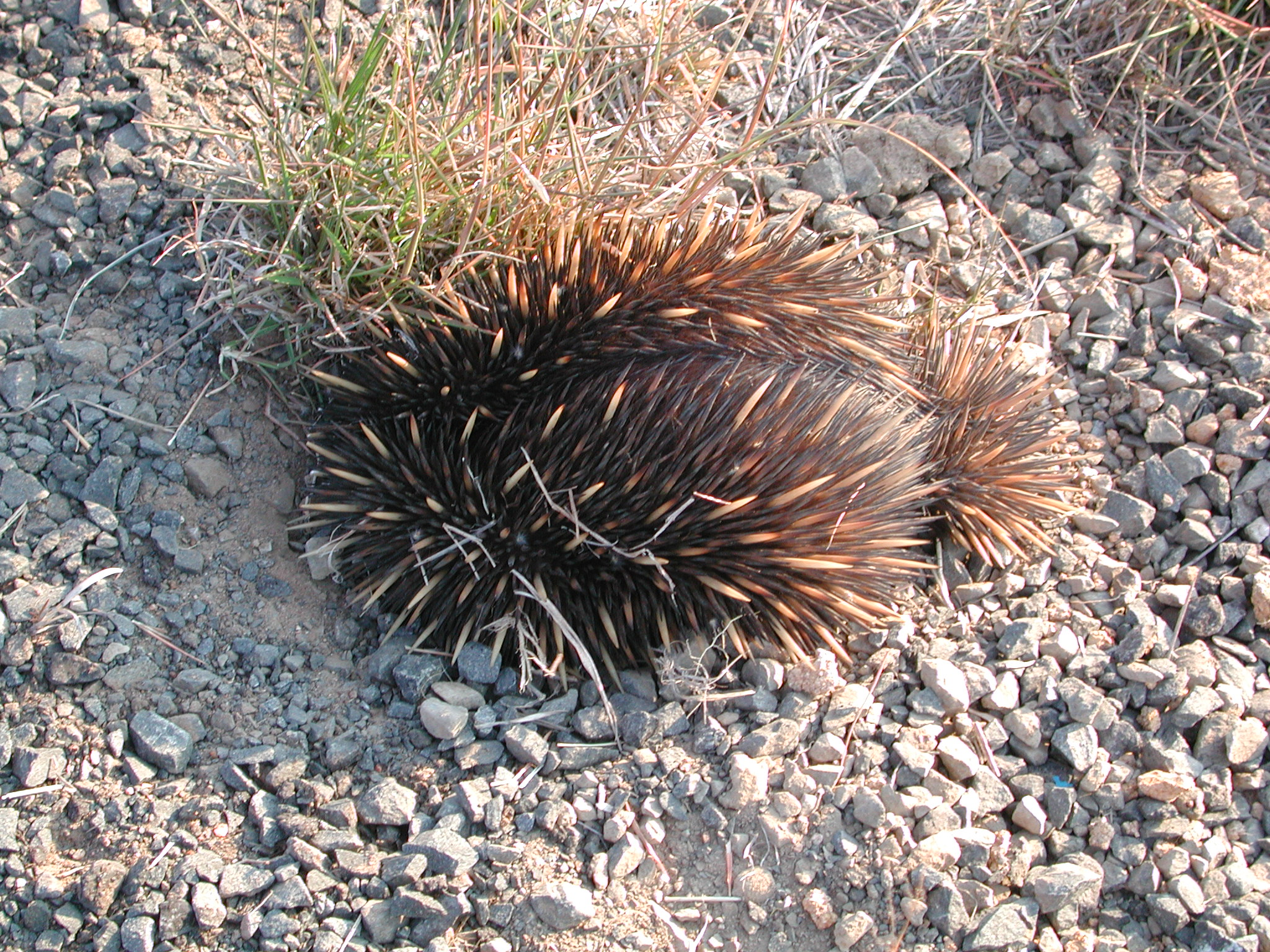
Echidna excavando

Si se sienten amenazados, excavan en el suelo muy rápidamente. Entonces se introducen con sus fuertes extremidades, dejando sólo la parte superior espinosa sobresaliendo del suelo. Si el suelo es demasiado duro, también pueden enroscarse en una bola espinosa como el erizo espinoso. Esta táctica defensiva funciona tan bien que los equidnas tienen pocos enemigos naturales. Los ejemplares jóvenes a veces son presa de varano arborícola, mientras que los adultos son cazados en ocasiones por especies introducidas como el dingo o el zorro rojo.

### Reproducción

#### Comportamiento de apareamiento
La época de apareamiento suele ser en julio y agosto. Durante esta época, se produce un extraño comportamiento: los animales, por lo demás solitarios, forman caravanas, en las que el primer animal es una hembra, seguida de hasta diez machos. De este modo, los machos siguen a la hembra y la empujan repetidamente con el hocico. La feromona emitida por la hembra indica al macho que es fértil. A veces, sin embargo, los machos persiguen a una hembra que no está lista para aparearse. En este caso, la hembra ignora a los machos o incluso se enrosca en una bola puntiaguda en el caso de perseguidores persistentes, por lo que los machos finalmente tienen que buscar otra pareja a la que perseguir. Esta persecución puede durar días, a veces incluso semanas. Es muy agotadora para los machos, que pueden perder hasta el 25% de su peso corporal en el proceso.
Cuando la hembra está lista para aparearse, se tumba boca abajo, con la cabeza a menudo oculta entre los arbustos. Los machos empiezan a cavar detrás de la hembra o a izquierda y derecha de ella. Si hay muchos machos, esta "madriguera de apareamiento" puede formar un verdadero anillo alrededor de la hembra. A continuación, los machos comienzan a empujarse unos a otros fuera de la madriguera con la cabeza hasta que sólo queda uno. Este macho se coloca de lado detrás de la hembra en la madriguera de apareamiento. Acaricia las espinas y el pelaje de la hembra e intenta levantarle la cola con las patas traseras. Estos juegos preliminares pueden durar hasta cuatro horas. Si finalmente la hembra se deja levantar, el macho introduce su pene en la cloaca. El acto sexual puede durar hasta tres horas. Inmediatamente después, ambos animales vuelven a separarse. Aunque la hembra sólo se aparea una vez por temporada, el macho a veces se une a una caravana detrás de otra hembra.
Los equidnas machos tienen un pene tetracapitado, pero solo dos de las cabezas se usan durante el apareamiento. Las otras dos cabezas "se cierran" y no crecen en tamaño. Las cabezas usadas se intercambian cada vez que el mamífero copula.

#### Desarrollo
Alrededor de tres o cuatro semanas después del apareamiento, la hembra suele poner un huevo, rara vez dos o tres. Hay diferentes informes para el equidna de pico largo, mientras que algunas fuentes hablan de un huevo en la mayoría de los casos, otros informan de cuatro a seis. Los huevos del equidna son del tamaño de una uva y de color crema, tienen una cáscara coriácea y una yema grande. Antes de poner el huevo, la hembra forma un saco en su abdomen. Inmediatamente después de la puesta, el huevo se transfiere a la bolsa abdominal, donde se incuba durante diez días. La cría rompe la cáscara con la ayuda de un diente de huevo. Los animales jóvenes miden unos 15 milímetros cuando salen del cascarón, están desnudos y ciegos y se parecen a los marsupiales recién nacidos en su estado embrionario. En la bolsa hay glándulas mamarias de las que las crías maman o lamen, ya que la madre no tiene pezones, sino un campo de leche del que sale la leche en cuanto las crías lamen.  permanecen en la bolsa durante cuarenta y cinco a cincuenta días, en dicho tiempo comienzan a desarrollar las espinas.. Transcurrido este tiempo, le crecen las espinas y abandona el marsupio. En ese momento, la cría mide entre 15 y 21 centímetros. La madre lo pone en una madriguera bien escondida, por ejemplo bajo una raíz, y sólo vuelve cada cinco o diez días para amamantarlo. A las diez semanas, los ojos se abren y, al cabo de cinco o seis meses, las crías hacen sus primeras salidas de la madriguera.
Se desteta a los siete meses y abandona a su madre en torno al año de edad. La madurez sexual se produce entre el año y los dos años. La madre está lista para aparearse de nuevo dos años después del parto.

#### Esperanza de vida
Los equidnas son animales relativamente longevos; los ejemplares en libertad pueden vivir más de 20 años. La mayor edad conocida de un animal bajo cuidado humano fue de más de 50 años.

## Relación entre equidnas y humanos

### Aborígenes y papúes
Los aborígenes de Australia y Nueva Guinea cazaban equidnas por su carne; en particular, el equidna de pico largo se consideraba un manjar en Nueva Guinea. En algunas regiones de Australia, los aborígenes utilizaban las espinas como adorno, por ejemplo en las lanzas. Varias historias del Dreamtime de los aborígenes cuentan cómo el animal obtuvo sus espinas. En una de ellas, los demás animales lo arrojaron a un arbusto espinoso como castigo por esconder un pozo de agua durante la estación seca. Las espinas se le quedaron en la espalda y le proporcionaron su pelaje espinoso.

### Tras la llegada de los europeos
William Bligh, el famoso capitán de la Bounty y más tarde gobernador de Nueva Gales del Sur, hizo un meticuloso dibujo de un animal hacia 1790 antes de comérselo. Se considera la primera representación europea de un erizo. La primera descripción detallada del erizo de pico corto apareció en Gran Bretaña en 1792. George Shaw]] dio la primera descripción científica del equidna de pico corto (así como la del ornitorrinco), su nombre propuesto Myrmecophaga aculeata es una indicación de que todavía clasificaba al animal con el oso hormiguero. (Myrmecophagidae). Echidna, la Inglés El nombre de los animales se remonta a la figura mitológica griega Echidna, que era mitad humano y mitad serpiente. Al igual que la figura mítica, el equidna, con la forma familiar del erizo y su extraño hocico, da la impresión de ser una criatura compuesta. No fue hasta finales del siglo XIX cuando se descubrió el inusual comportamiento reproductivo de estos animales. Muchos detalles sobre su comportamiento de apareamiento no se descubrieron hasta las décadas de 1980 y 1990.
En 1797, Georges Cuvier quiso dar al género equidna de pico corto el nombre científico de Equidna. Resultó que Johann Reinhold Forster había dado previamente el nombre a un género de morenas.
Como animal simbólico nacional de Australia, el equidna desempeña un papel subordinado en contraste con los canguros o el koala. Sin embargo, en los Juegos Olímpicos de Verano de 2000 en Sídney Millie el Equidna fue una de las tres mascotas y puede encontrarse en la moneda australiana de cinco céntimos.

### Amenaza
En la Australia actual, el equidna de pico corto es uno de los mamíferos autóctonos más extendidos. Las razones de ello radican, por un lado, en su hábitat poco exigente, la abundancia de alimentos y su capacidad para entrar en torpor cuando escasea la comida. Otras razones son sus buenas tácticas de defensa contra los depredadores y el hecho de que nunca hayan sido objeto de caza comercial ni perseguidos por los europeos. Aunque, como ocurre con los erizos en Europa, un número importante de ellos es víctima del tráfico rodado, son comunes y no están en peligro de extinción.
La situación de la especie en Nueva Guinea es más preocupante. Su hábitat está cada vez más restringido por la deforestación. Además, la carne del erizo de pico largo se considera un manjar. Perros especialmente adiestrados cazan a los animales y los abaten. La Unión Internacional para la Conservación de la Naturaleza clasifica al equidna de pico largo como especie amenazada (en peligro).